# Manish Boy/Young Fashion Ways
Manish Boy/Young Fashion Ways è un singolo blues di Muddy Waters, pubblicato nel 1955 dalla Chess Records.

## Descrizione
Il disco raggiunse la quinta posizione nella classifica statunitense Billboard R&B Chart. Nel 1988 avrebbe raggiunto anche la posizione numero 51 nella Official Singles Chart britannica.

## Tracce
LATO A
1. Manish Boy (McKinley Morganfield, Mel London, Ellas McDaniel)

LATO B
1. Young Fashion Ways (Willie Dixon)

## Formazione
- Muddy Waters: chitarra
- Fred Below: batteria
- Jimmy Rogers: chitarra
- Junior Wells: armonica a bocca